# بين ديفيدسون
بين ديفيدسون (بالإنجليزية: Ben Davidson)‏ هو سياسي أمريكي، ولد في 1901 في بيتسبرغ في الولايات المتحدة، وتوفي في 1 ديسمبر 1991 في لوس أنجلوس في الولايات المتحدة بسبب وهن عضلي وبيل. حزبياً، نشط في الحزب الليبرالي لنيويورك.